# Апелляционный суд второго округа США
Апелляцио́нный суд второ́го о́круга США (дословно Апелляционный суд США по второму федеральному апелляционному округу; англ. United States Court of Appeals for the Second Circuit, сокращённо 2d Cir.) — федеральный суд апелляционной инстанции США, рассматривающий дела в штатах Вермонт, Коннектикут и Нью-Йорк.
Суд расположен в Федеральном здании суда имени Тургуда Маршалла в районе Фоли-Сквер в Нижнем Манхэттене Нью-Йорка, где проходят большинство его заседаний.
Верховный суд США может проверить и пересмотреть решение Апелляционного суда только в том случае, если оно существенно нарушает сложившуюся судебную практику либо имеется неразрешённая коллизия в вопросе федерального права.

## Территориальная юрисдикция
В Апелляционном суде по второму федеральному апелляционному округу обжалуются окончательные решения, принятые по вопросам, относящимся к федеральной юрисдикции, следующих нижестоящих судов федерального уровня:
- Федеральный окружной суд Вермонта
- Федеральный окружной суд Коннектикута
- Федеральный окружной суд Восточного округа Нью-Йорка
- Федеральный окружной суд Западного округа Нью-Йорка
- Федеральный окружной суд Северного округа Нью-Йорка
- Федеральный окружной суд Южного округа Нью-Йорка